# Васильевка (Идринский район)
Васильевка— деревня  в Идринском районе Красноярского края в составе Никольского сельсовета.

## География
Находится  примерно в  20 километрах по прямой на северо-восток от районного центра села Идринское.

## Климат
Климат резко - континентальный с холодной зимой и жарким летом, суровый, с большими годовыми и суточными амплитудами температуры. Максимальная высота снежного покрова 46 см. Среднемесячная температура января -21,1 ºС, июля +18,4 ºС. Продолжительность безморозного периода составляет 100 дней. Средняя дата последнего заморозка – 29 мая, первого заморозка – 7 сентября. Вегетационный период (с температурами выше +5ºС) длится 157 дней. Годовая сумма осадков составляет 387 мм, причем большая ее часть выпадает в теплый период года (81 % от годовой суммы).

## История
Деревня основана в 1831 году пермскими переселенцами. Альтернативное название Анжар.

## Население
Постоянное население составляло 107 человек в 2002 году (91% русские),  65 в 2010.